# 인주중학교 (충남)
인주중학교(仁州中學校)는 대한민국 충청남도 아산시 인주면 밀두리에 있는 공립 중학교이다.

## 학교 연혁
- 1971년 1월 16일 : 인주중학교 설립 인가 (9학급)
- 1971년 3월 11일 : 인주중학교 개교 (3학급 편성, 232명 입학)
- 2020년 3월 1일 : 인주중학교 이전 개교
- 2023년 9월 1일 : 제23대 최종식 교장 부임
- 2024년 3월 1일 : 5학급 편성(특수학급 1포함)
- 2025년 1월 8일 : 제52회 졸업식(총23명 누적인원: 6,655명)
- 2025년 3월 4일 : 제55회 입학식(신입생 25명 입학)

## 참고 자료
- 인주중학교 - 한국교육학술정보원 학교알리미